# Aktuelle Kamera
Aktuelle Kamera (AK) – główny program informacyjny Deutscher Fernsehfunk (DFF), nadawany w I i II kanale w czasach Niemieckiej Republiki Demokratycznej, w latach 1952–1990. W latach komunizmu był głównym ośrodkiem propagandy władz NRD, mogącym oddziaływać na całe społeczeństwo. Odpowiednik polskiego Dziennika Telewizyjnego.
Treść programu opierała się głównie o szczegółowe sprawozdania z posiedzeń Centralnego Komitetu Partii SED, wizyt państwowych, czy uroczystości. Ostro krytykowano politykę wewnętrzną RFN, a pomijano wydarzenia niekorzystne dla systemu reżimowego NRD m.in. ucieczki z państwa na zachód. Program osiągał średnią oglądalność w granicach 15%.
Aktuelle Kamera rozpoczynało się (najdłużej w swojej historii) o 19:30, ale wcześniej widzowie mogli mieć już pełny zestaw informacji z serwisu informacyjnego zachodnioniemieckiej ZDF – program Heute był nadawany o godzinie 19:00. W ARD dziennik Tagesschau emitowany był codziennie o 20:00. Obydwa programy był dostępne dla widzów NRD. Aktuelle Kamera miało kilka krótszych serwisów w ciągu dnia.

## Historia
Pierwsze wydanie Aktuelle Kamera przypadło na 21 grudnia 1952 roku. Początkowo program miał marginalne znaczenie, które wzrastało wraz ze zwiększającą się liczbą odbiorników, a tym samym stawała się coraz silniejszym narzędziem propagandy komunistycznej. Do roku 1953 zauważalna była pewna swoboda myśli na falach telewizji wschodnioniemieckiej, dopiero po powstaniu robotniczym w 1953 roku nastąpiła wymiana kierownictwa stacji i wyraźne zaostrzenie reżimu informacyjnego.
Program zaplanowany był pierwotnie na godzinę 20:00, dopiero od 1960 roku przesunięto emisję na 19:30, tak aby nie było kolizji programowej z dziennikiem Tagesschau w ARD. Do 1972 roku program trwał 20 minut, a następnie pełne pół godziny. Od 1970 roku pojawia się wydanie Aktuelle Kamera w DFF 2 o godzinie 21:30, wcześniej program drugi prezentował główne wydanie Aktuelle Kamera także o 19:30 (równolegle z DFF 1).
Na miesiąc przed zburzeniem Muru Berlińskiego w 1989 r., cenzura zrezygnowała z inwigilacji w DFF. Od tej chwili rozpoczęto przedstawianie wydarzeń w sposób obiektywny.
Od 2 października 1989 Aktuelle Kamera przeniosła swoje główne wydanie do DFF 2 na godzinę 22:00. Całkowicie zmieniono formułę programu i wystrój studia, upodabniając ją do zachodnioniemieckich serwisów Tagesschau i Heute. Elementy graficzne takie jak logo, nagłówek, grafika tła i dekoracja studia, były luźno zaprojektowane – program wydawał się bardziej przyjazny i obiektywniejszy. Ostatnie wydanie miało miejsce 14 grudnia 1990 roku, następnego dnia DFF nadała serwis informacyjny pod tytułem Aktuell. 1 stycznia 1992 roku Deutscher Fernsehfunk zaprzestał nadawania kanałów DFF 1 i DFF 2. Ich spadkobiercą stał się Mitteldeutscher Rundfunk (MDR).

### Redaktorzy naczelni
- 1954–1956 Guenter Nerlich
- 1956–1964 Heinrich Grote
- 1964–1966 Hubert Kröning
- 1966–1978 Erich Selbmann
- 1978–1984 Ulrich Meier
- 1984–1990 Klaus Schickhelm
- 1990–1991 Manfred Pohl

## Popularni prowadzący
| Imię i nazwisko     | Okres pracy                | Obecnie                                                                                              |
| ------------------- | -------------------------- | --- |
| Klaus Feldmann      | 1963–1989                  | Po roku 1991 przez kilka lat pracownik prywatnej telewizji w Chociebużu, obecnie pisarz i publicysta |
| Renate Krawielicki  | 1985–1990                  | Po roku 1991 prowadziła programy w 3sat, obecnie prezenterka Westdeutscher Rundfunk                  |
| Hans-Dieter Lange   | 1963–1989                  | Nie jest aktywny zawodowo                                                                            |
| Wolfgang Lippe      | od lat 80. XX wieku – 1987 | Nie jest aktywny zawodowo                                                                            |
| Wolfgang Meyer      | 1970–1990                  | Nie jest aktywny zawodowo                                                                            |
| Matthias Schliesing | 1985–1990                  | Prezenter serwisów informacyjnych w MDR                                                              |
| Elisabeth Süncksen  | 1960–1989                  | Nie jest aktywna zawodowo                                                                            |
| Angelika Unterlauf  | 1970–1989                  | Reporter programu śniadaniowego w Sat.1                                                              |